# Менщикова (Тюменская область)
Менщикова — деревня в Армизонском районе Тюменской области России. Входит в состав Армизонского сельского поселения.

## История
В «Списке населенных мест Российской империи» 1871 года издания (по сведениям 1868—1869 годов) населённый пункт упомянут как казённая деревня Меньщикова Ишимского округа Тобольской губернии, при озере Меньщиковом, расположенная в 141 версте от окружного центра города Ишим. В деревне насчитывалось 30 дворов и проживало 157 человек (80 мужчин и 77 женщин).
В 1926 году в деревне имелось 71 хозяйство и проживало 316 человек (145 мужчин и 171 женщина). В административном отношении входила в состав Армизонского сельсовета Армизонского района Ишимского округа Уральской области.

## География
Деревня находится в южной части Тюменской области, в лесостепной зоне, в пределах Ишимской равнины, на восточном берегу озера Менщикова, на расстоянии примерно 5 километров (по прямой) к юго-юго-западу (SSW) от села Армизонское, административного центра района. Абсолютная высота — 135 метров над уровнем моря.

### Часовой пояс
Деревня Менщикова, как и вся Тюменская область, находится в часовой зоне МСК+2. Смещение применяемого времени относительно UTC составляет +5:00.

## Население
| 1989 | 2002 | 2010 |
| ---- | ---- | ---- |
| 149  | ↘123 | ↘107 |

Гендерный состав
По данным Всероссийской переписи населения 2010 года в гендерной структуре населения мужчины составляли 44,9 %, женщины — соответственно 55,1 %.
Национальный состав
Согласно результатам переписи 2002 года, в национальной структуре населения русские составляли 93 % из 123 чел.

## Улицы
Уличная сеть деревни состоит из двух улиц.